# 方震孺
方 震孺（ほう しんじゅ、1585年 - 1645年）は、明末の官僚。字は孩未。本貫は安慶府桐城県。

## 生涯
桐城から寿州に移住した。1613年（万暦41年）、進士に及第した。沙県知県をつとめ、入朝して御史となった。
1620年（泰昌元年）、天啓帝が即位すると、宦官の魏忠賢が宮中で客氏と結んだため、震孺は三度にわたって上疏して朝廷の艱難危険を訴えた。1621年（天啓元年）、「抜本塞源論」を上呈して、梃撃の案を巡って排斥された王之寀・陸大受・張庭・李俸らや東林党として排除された趙南星・高攀龍・劉宗周らの復権を求め、宦官が帝の命を曲げて伝えている現状を批判した。この春、震孺は南城を巡視した。宦官の張曄・劉朝が訴えられ、魏忠賢がかれらのために手心を加えるよう求めたが、震孺は聞き入れず、帝に上聞した。魏忠賢はますます震孺を恨むようになった。
遼陽が後金の攻撃により陥落すると、震孺は1日に13回上疏して、巡撫を増やし、海運を通し、辺境の兵を整備し、軍官を交代させるよう請願した。このころ東北に向かおうとする官僚のいない中、震孺は自ら軍をねぎらいたいと申し出た。天啓帝は国庫の金20万を出して震孺に軍をねぎらわせることにした。6月、震孺が関外に出て、将士に面会すると、死者を弔い負傷者を助けて、軍民を喜ばせた。三岔河を防衛線とすることを頼みにできない6つの理由を挙げて上奏した。さらに退いて守るより進んで守ることを主張した。震孺は遼東巡按を命じられ、監紀軍事をつとめた。
1622年（天啓2年）、後金の兵が再び三岔河を渡った。先鋒の孫得功は戦わず、鎮武で「兵敗れたり」と呼ばわって逃走した。巡撫の王化貞が広寧にあったが、やはり恐慌をきたして逃走した。明の前線の諸城はこれを聞いてみな撤退したが、ひとり震孺は前屯にあって動かなかった。このとき西平堡の守将の羅一貫が戦死し、参将の祖大寿が残兵を擁して覚華島上に駐屯していた。震孺は水軍の将軍の張国卿を召し出して協議し、覚華島にある軍民と食糧を回収することにした。震孺は張国卿とともに航海して祖大寿と合流し、軍民輜重を連れて帰った。
震孺は魏忠賢一派の主事の徐大化に弾劾された。都御史の鄒元標が震孺に東北を守った功績があることを示して弁護した。給事中の郭興治が首善書院での講学をめぐって鄒元標を弾劾して追放した。鄒元標が官を去ると、震孺もまた罷免されて帰郷した。1625年（天啓5年）、魏忠賢と魏広微が東林党弾圧の大獄を引き起こすと、震孺を弾劾する者が求められた。郭興治は震孺が河西で不正に財産を蔵匿していると非難した。震孺は逮捕されて拷問を加えられた。不正な財産6000あまりを蔵匿した罪に問われ、絞首刑に擬された。さらに揚州府知府の劉鐸が呪詛をおこなったとして誣告されると、震孺もこれに関与していたとされ、死刑囚として獄に繋がれた。
1627年（天啓7年）、崇禎帝が即位し、魏忠賢が処断されると、震孺は釈放されて帰郷した。1635年（崇禎8年）春、張献忠が寿州を攻撃した。寿州長吏が転任したばかりだったため、震孺が士民を唱導して固く守り、反乱軍も寿州に近づかなくなった。巡撫の史可法がその功を上奏すると、震孺は広西参議に任用された。1643年（崇禎16年）、右僉都御史に抜擢され、広西巡撫をつとめた。1644年（崇禎17年）、北京が陥落し、福王朱由崧が南京で即位すると、震孺はその日のうちに拝謁して勤王の上疏をおこなった。馬士英と阮大鋮は震孺を憚って、広西に帰るよう勅命を出させた。震孺は憂憤のうちに死去した。享年は61。